# Lycée des femmes grecques
Le lycée des femmes grecques, en grec moderne : Λύκειον των Ελληνίδων / Lýkion ton Ellinídon, est une association de femmes grecques
, ayant pour objectif principal la préservation et la diffusion du patrimoine culturel grec, fondée en 1911 par la pionnière du féminisme en Grèce, Kallirrói Parrén, avec pour philosophie principale le droit à l'éducation et au travail.
Elle se fonde sur le volontariat, l'action sociale et la gestion du patrimoine culturel avec des connaissances scientifiques, tout en menant des activités d'aide humanitaire à l'étranger. 
Historiquement, elle est présente dans des périodes historiques difficiles : les guerres balkaniques (soutien aux familles des conscrits, fourniture de matériel hospitalier et formation d'infirmières), la guerre italo-grecque (correspondance du soldat, aide aux personnes hospitalisées), les années de l'occupation de la Grèce pendant la Seconde Guerre mondiale (accueil de soupes populaires), fournitures aux enfants et aux mères avec l'aide de la Fédération internationale des Lycées), après l'invasion turque de Chypre (mobilisation pour le soutien international aux Chypriotes, soutien financier aux membres du lycée de Famagouste). 
Le lycée des femmes grecques possède des succursales à Patras, Thessalonique, Syros, La Canée, Réthymnon, Vólos, Kalamata, Larissa, Édessa, Zante, Ioánnina, Kavála et même Izmir. En 2020, avec 22 sections du lycée central d'Athènes, 50 branches dans toute la Grèce et 17 bureaux du lycée à l'étranger, il compte 15 000 membres.
Il possède une riche collection de musées ainsi que des activités éducatives et des spectacles, organise des expositions d'art contemporain, et a organisé un événement pour marquer le 200e anniversaire de la révolution grecque et a publié un calendrier anniversaire avec des images reproduisant fidèlement la vie quotidienne des gens de l'époque pendant cette période.